# 笪重光

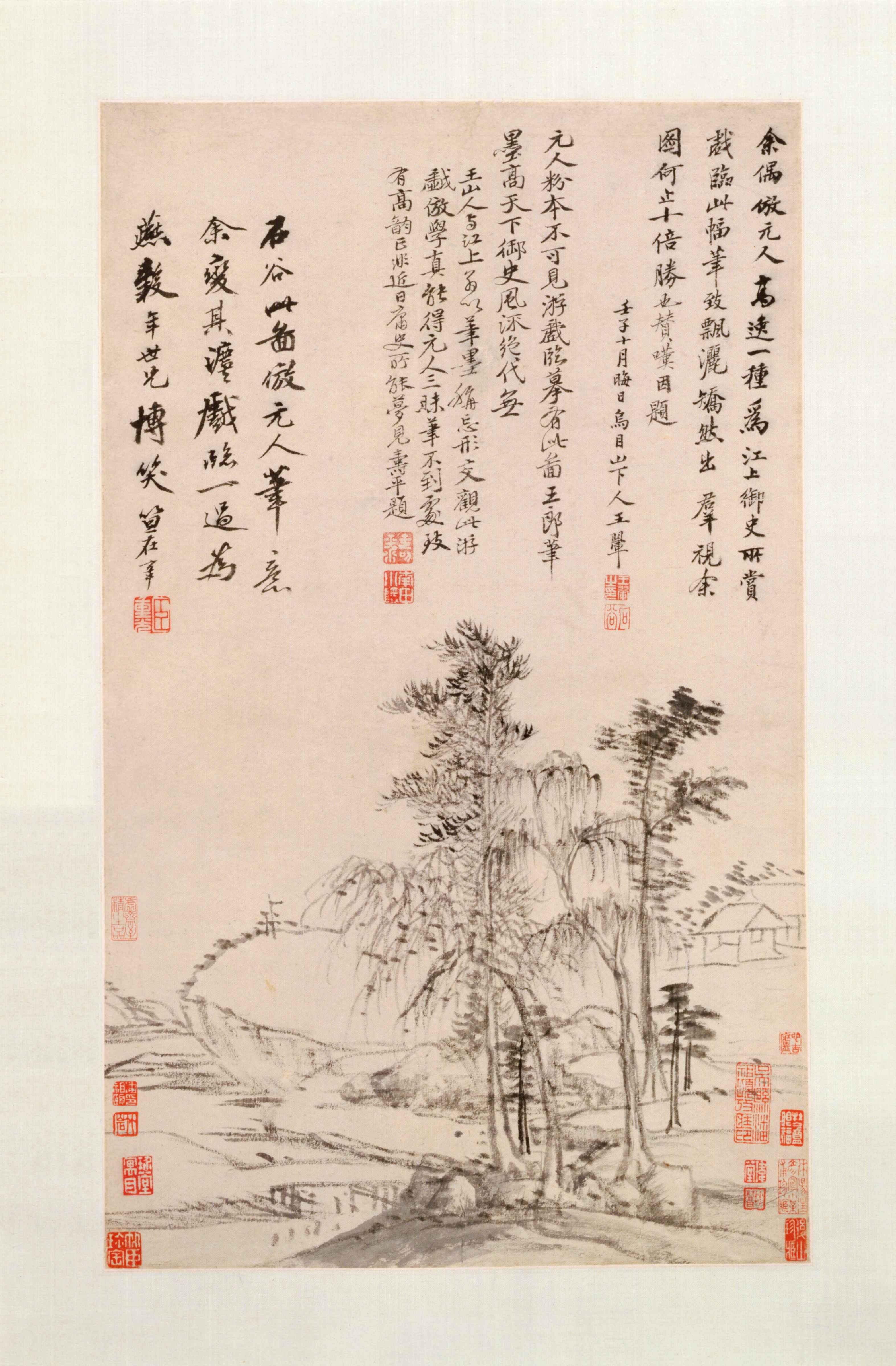
笪重光《仿元人小景图》（北京故宫博物院藏）

笪重光（1623年—1692年），字在辛，号君宜，又号江上外史、郁冈扫雪道人等，晚年自署蟾光，清初政治人物，书画家。江南句容东荆（今白兔镇）人。

## 生平
顺治八年舉於鄉，九年（1652年）壬辰科二甲进士，任刑部郎中，考选监察御史，巡按江西，十二年弹劾贪官李嘉猷。顺治十六年，郑成功与张煌言围攻镇江，江南提督管效忠败走，镇江知府戴可进、副将高谦投降。笪重光依张湘晓之计，缒城而下，赴常州、杭州。为人敢于直言，因弹劾权臣明珠而被罢官归里，“鬻书画为生”。《啸亭杂录》称其隐居於甘肃汉龙山，是一名道士，自称绣发真人。康熙九年，開始与王翚、恽寿平二人交游，讨论诗画。卒后入祀乡贤祠。《清史稿》有传。

## 成就

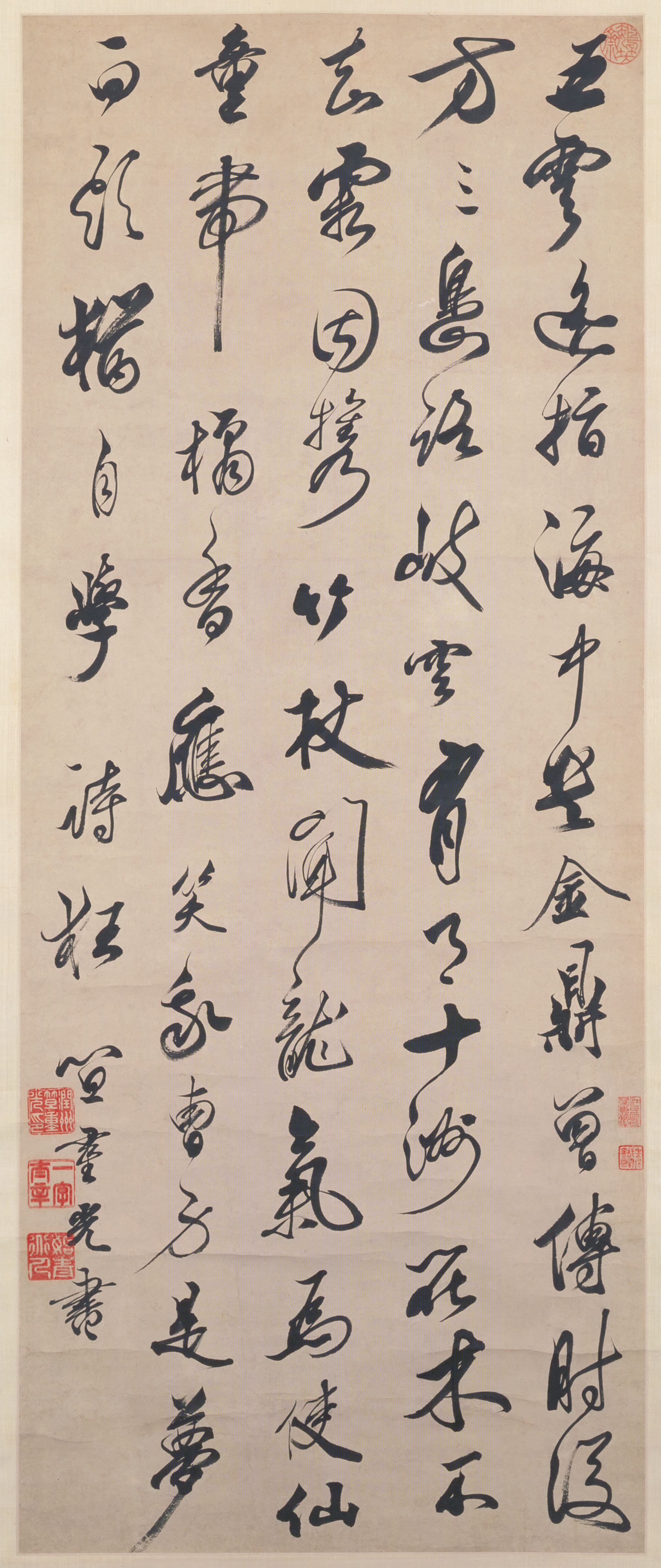
笪重光书韦庄七律诗《王道者》（北京故宫博物院藏）

笪重光工书画，清朝学者吴修在《昭代尺牍小传》中称其“书出入苏、米，其纵逸之致”。与姜宸英、汪士鋐、何焯合成康熙“帖学四大家”。善画山水兰竹，作品流传不多，有《秋雨孤舟图》、《行书七律诗轴》等传世，现藏北京故宫博物院。著有《书筏》、《画筌》等。
笪重光亦工诗，诗风清刚隽秀。

## 延伸阅读
[在维基数据编辑]
 《清史稿·卷282》
 在维基共享资源阅览影像